# Antti Tyrväinen (biathlon)
Pour les articles homonymes, voir Antti Tyrväinen et Tyrväinen.
Antti Eerkki Tyrväinen, né le 5 novembre 1933, à Ylöjärvi et mort le 13 octobre 2013 à Tampere, est un biathlète et tireur finlandais.

## Biographie
Ses débuts internationaux interviennent aux Championnats du monde 1959, où il est 17e.
Soldat dans l'armée finlandaise, il remporte son premier podium international aux Jeux olympiques de 1960, avec la médaille d'argent sur l'individuel, derrière le Suédois Klas Lestander. Aux Championnats du monde 1961, malgré sa cinquième place sur l'individuel, il remporte l'unique titre international de sa carrière avec la médaille d'or sur la compétition par équipes avec Kalevi Huuskonen et Paavo Repo. Aux Championnats du monde 1962 et 1963, il revient sur le podium en individuel, avec la médaille d'argent à chaque fois derrière le Soviétique Vladimir Melanin. Aux Mondiaux 1965, il monte sur son quatrième et dernier podium personnel avec cette fois une médaille de bronze sur l'individuel.
Il dispute sa dernière compétition internationale aux Championnats du monde 1967.
Tyrväinen est aussi un tireur à succès, gagnant deux médailles aux Championnats d'Europe 1963 (bronze en individuel - 3 positions et argent par équipes - 3 positions).

## Palmarès

### Jeux olympiques d'hiver
| Épreuve / Édition    | Individuel                         |
| -------------------- | ---------------------------------- |
| JO 1960 Squaw Valley | Médaille d'argent, Jeux olympiques |
| JO 1964 Innsbruck    | 13e                                |

### Championnats du monde
- Championnats du monde 1961 à Umeå :
  -  Médaille d'or à la compétition par équipes.
- Championnats du monde 1962 à Hämeenlinna :
  -  Médaille d'argent à l'individuel.
  -  Médaille d'argent à la compétition par équipes.
- Championnats du monde 1963 à Seefeld :
  -  Médaille d'argent à l'individuel.
  -  Médaille d'argent à la compétition par équipes.
- Championnats du monde 1965 à Elverum :
  -  Médaille de bronze à l'individuel.

## Distinction
- Sportif finlandais de l'année en 1961 et 1962.